# Erweiterte Diskrete-Elemente-Methode

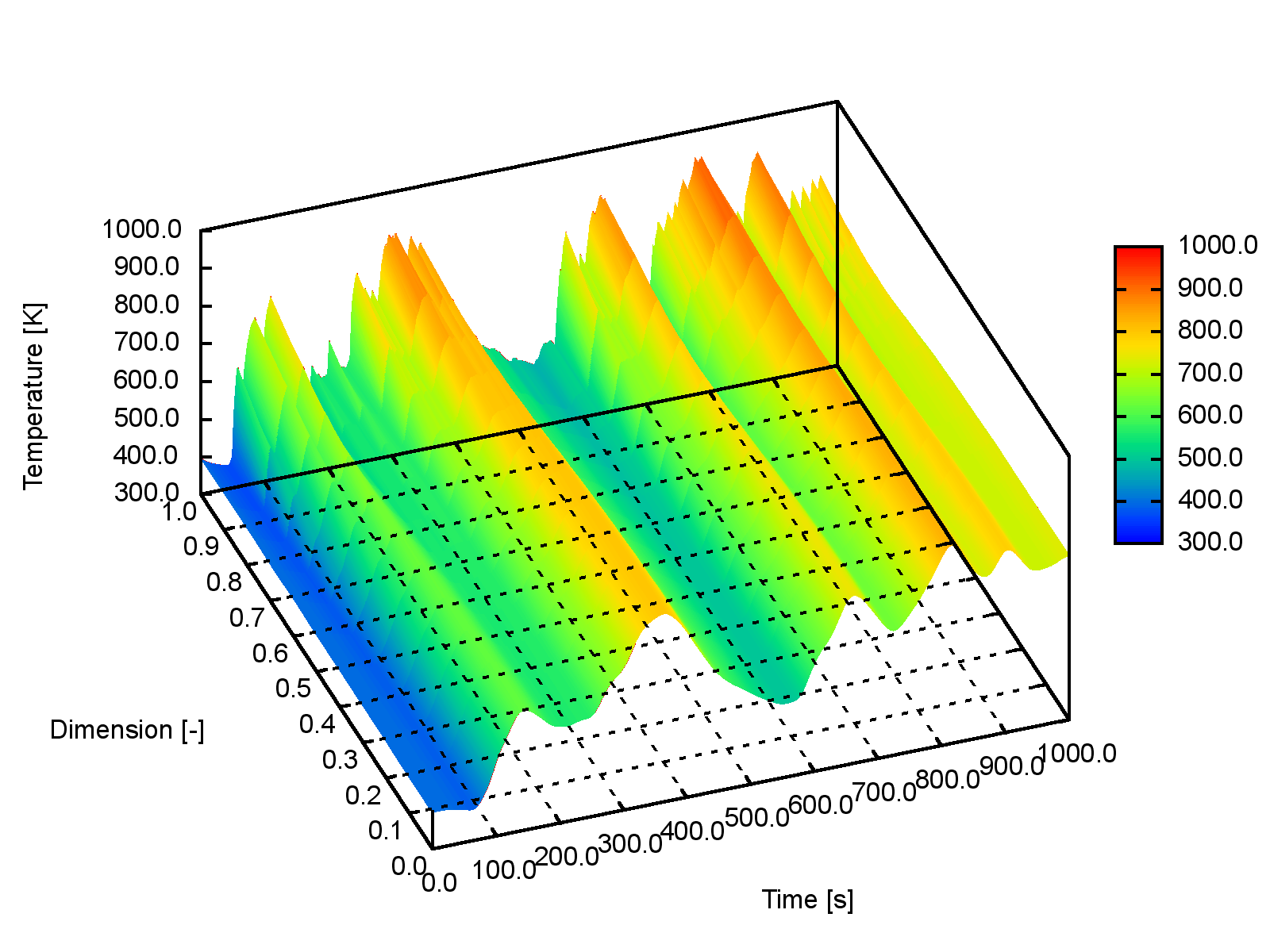
Räumliche und zeitliche Temperaturverteilung in einem sphärischen Partikel mit einer zeitlich variierenden Erwärmung

Die Erweiterte Diskrete-Elemente-Methode, (englisch Extended Discrete Element Method) oder XDEM ist in der numerischen Mathematik ein Ansatz, der die Bewegung von granularen Materialien oder Partikel, wie sie durch die klassische Diskrete-Elemente-Methode (DEM) (Cundall and Allen) beschrieben wird, um weitere Eigenschaften wie den thermodynamischen Zustand, mechanische Spannung/Dehnung oder elektromagnetische Felder für jedes Partikel erweitert. Im Gegensatz zur Kontinuumsmechanik löst die XDEM die Partikelphase mit den verschiedenen zu einem Partikel gehörenden Prozessen auf. Während die Diskrete Element Methode die Position und Orientierung in Raum und Zeit der Partikel beschreibt, berechnet die Erweiterte Diskrete-Elemente-Methode zusätzlich Eigenschaften wie Temperatur und/oder Speziesverteilungen oder mechanische Wechselwirkung mit Strukturen.

## Geschichtlicher Rückblick
Die Molekulardynamik, wie sie in den späten 50er Jahren von Alder et al. und den frühen 60er von Rahman entwickelt wurde, kann als ersten Schritt in Richtung der Extended Discrete Element Methode gesehen werden, obwohl die Kräfte aufgrund von Kontakten zwischen Partikel nur durch Potentiale wie beispielsweise Lennard-Jones Potentiale von Molekülen oder Atomen zur Beschreibung der Wechselwirkung ersetzt wurden. In ähnlicher Weise wurde die fluiddynamische Wechselwirkung zwischen Teilchen, die sich in einem Fluid bewegen, untersucht. Die strömungsmechanischen Widerstandskräfte aufgrund der Relativgeschwindigkeit zwischen Partikel und umgebenden Fluid wurden als zusätzliche Kräfte betrachtet, die auf die Partikel wirken. Mit diesem mehrphasigen Strömungsansatz bestehend aus einer festen und gasförmigen Phase wird die Partikelphase mit diskreten Methoden erfasst, während die gasförmige oder flüssige Phase mit kontinuumsmechanischen Methoden beschrieben wird. Dieser Ansatz wird deshalb als combined continuum and discrete model (CCDM) bezeichnet wie er von Kawaguchi et al., Hoomans, Xu 1997 and Xu 1998. verwendet wurde. Da die feste Phase bestehend aus Partikeln diskret beschrieben wird, entfallen konstitutive Gesetze, was zu einem besseren Verständnis der fundamentalen Physik führt. Dies wird von Zhu 2007 et al. und Zhu 2008 et al. in ihrer Literaturübersicht zu partikulären Strömungen modelliert mit CCDM bestätigt. CCDM wurde in den beiden letzten Jahrzehnten entwickelt und beschreibt die granulare Phase mit der Diskrete-Elemente-Methode (DEM) während die gasförmige oder flüssige Phase mit den Navier-Stokes Gleichungen behandelt wird. Damit hat sie sich als effektive Methode etabliert, um Wechselwirkungen zwischen einer Partikel- und einer Fluidphase zu untersuchen wie in der Literaturübersicht von Yu und Xu, Feng und Yu und Deen et al. dargestellt wird. Basierend auf der CCDM Methode wurden die charakteristischen Eigenschaften von spouted oder fluidisierten Betten von Gryczka et al. erfasst.
Die theoretischen Grundlagen zu XDEM wurden von Peters gelegt, der die Verbrennung von Holzhackschnitzel auf einem Vorschubrost berechnete. Dieses Konzept wurde später von Simsek et al. übernommen, um eine Rostfeuerung zu beschreiben. Anwendungen für den Hochofen wurden durch Shungo et al. durchgeführt. Heute ist die numerische Simulation von Einspritzvorgängen von Flüssigkeiten wie Diesel in ein gasförmiges Medium ein Standardwerkzeug für eine große Zahl von CFD-Kodes wie Star-CD von CD-adapco, Ansys und AVL-Fire. Tropfen, die bei der Zerstäubung entstehen, werden mit einem null-dimensionalen Ansatz beschrieben, um Stoff- und Wärmeübergang in die Gasphase zu bestimmen.

## Methodologie

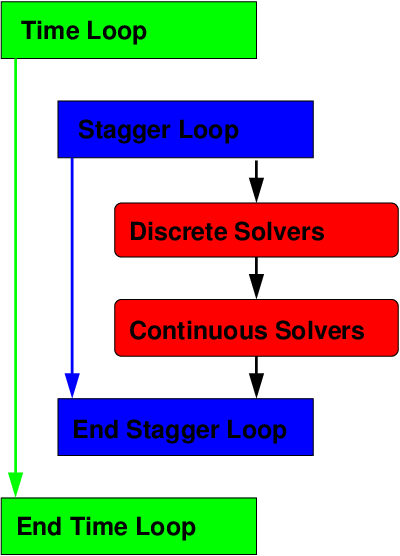
Sequentielles Konzept für diskret-kontinuierliche Anwendungen.

Zahlreiche Anforderungen in den Ingenieurswissenschaften existieren und bilden sich heraus, die gleichzeitig eine kontinuierliche und diskrete Phase enthalten und deshalb nicht mit entweder kontinuierlichen oder diskreten Methoden alleine in hinreichender Genauigkeit gelöst werden können. Aus diesem Grunde wurde XDEM entwickelt, dass eine ausgezeichnete Plattform darstellt, mit der diskrete und kontinuierliche Phasen für eine sehr große Anzahl von Anwendungen gekoppelt werden. Obwohl Forschung und Entwicklung der numerischen Methoden auf den Gebieten der diskreten und kontinuierlichen Lösungsmethoden anhält, haben diese Werkzeuge mittlerweile einen hohen Entwicklungsstand erreicht. Um diskrete und kontinuierliche Löser zu koppeln existieren zwei Konzepte:
- Monolithisches Konzept: Die die mehrphasige Anwendung beschreibenden Gleichungen werden simultan behandelt und ergeben eine umfassende Lösung des Problems.
- Sequentielles Konzept: Die Gleichungen, die die diskrete und kontinuierliche Phase beschreiben, werden separat und sequentiell durch speziell entwickelte Methoden gelöst, wobei die Ergebnisse eines Gleichungssatzes für die Verbleibenden zur Verfügung gestellt wird.

Das erste Konzept erfordert einen Löser, der die gesamten physikalischen Eigenschaften des Systems erfasst und deshalb große Anforderungen an die Implementierung stellt. Allerdings existieren Szenarien, für die die Matrixkoeffizienten von gekoppelten Differentialgleichungen nicht oder nur unter sehr hohem Aufwand bestimmt werden können. Aus diesem Grunde zeigt das sequentielle Konzept als eine Kopplung zwischen verschiedenen Lösern, die die diskreten und kontinuierlichen Phasen repräsentieren, große Vorteile gegenüber dem monolithischen Ansatz. Er bietet einen großen Grad an Freiheit für die Kopplung von einer Vielzahl von Lösern. Außerdem bleibt eine mehr modulare Software erhalten, die individuell adaptierte Lösungsmethoden zulässt. Allerdings erfordert das sequentielle Konzept stabile und ausreichend genaue Kopplungen zwischen den einzelnen Modulen.
Innerhalb des sequentiellen Konzepts für XDEM werden die Ergebnisse für kontinuierliche Probleme durch Lösen der relevanten Erhaltungsgleichungen berechnet. Eigenschaften wie Temperatur von individuellen Partikeln werden ebenfalls durch Lösen der dazugehörigen Gleichungen für das Partikel gefunden, das die interne Verteilung der relevanten Variablen in Raum und Zeit repräsentiert. Wesentliche Erhaltungsprinzipien mit den assoziierten Variablen, die für die Partikel gelten, sind in der folgenden Tabelle zusammengestellt:
| Erhaltungsgesetz             | Gleichung         | Variable                                                       |
| ---------------------------- | ----------------- | -------------------------------------------------------------- |
| Masse (kompressibles Medium) | Kontinuität       | Druck/Dichte                                                   |
| Linearer Impuls              | Navier-Stokes     | Geschwindigkeit                                                |
| Energie                      | Energie           | Temperatur                                                     |
| Spezies                      | Spezies Transport | Massenanteile                                                  |
| Ladung, Strom                | Maxwell           | elektrisches/magnetisches Feld, elektrisches Verschiebungsfeld |

Die Lösung dieser Gleichungen definiert das dreidimensionale und instationäre Feld für die relevanten Variablen wie Temperatur oder Spezies. Allerdings wird die Auflösung im Speziellen in räumliche Dimensionen dadurch begrenzt, dass die Gleichungen für eine große Zahl von Partikeln gelöst werden muss. Folglich reduziert sich die räumlich Auflösung in der Regel meist auf eine repräsentative Dimension, was ausreichende Genauigkeit ergibt und durch
Man and Byeong, belegt wird, während der instationäre Charakter von Lee et al. hervorgehoben wird.

## Anwendungen

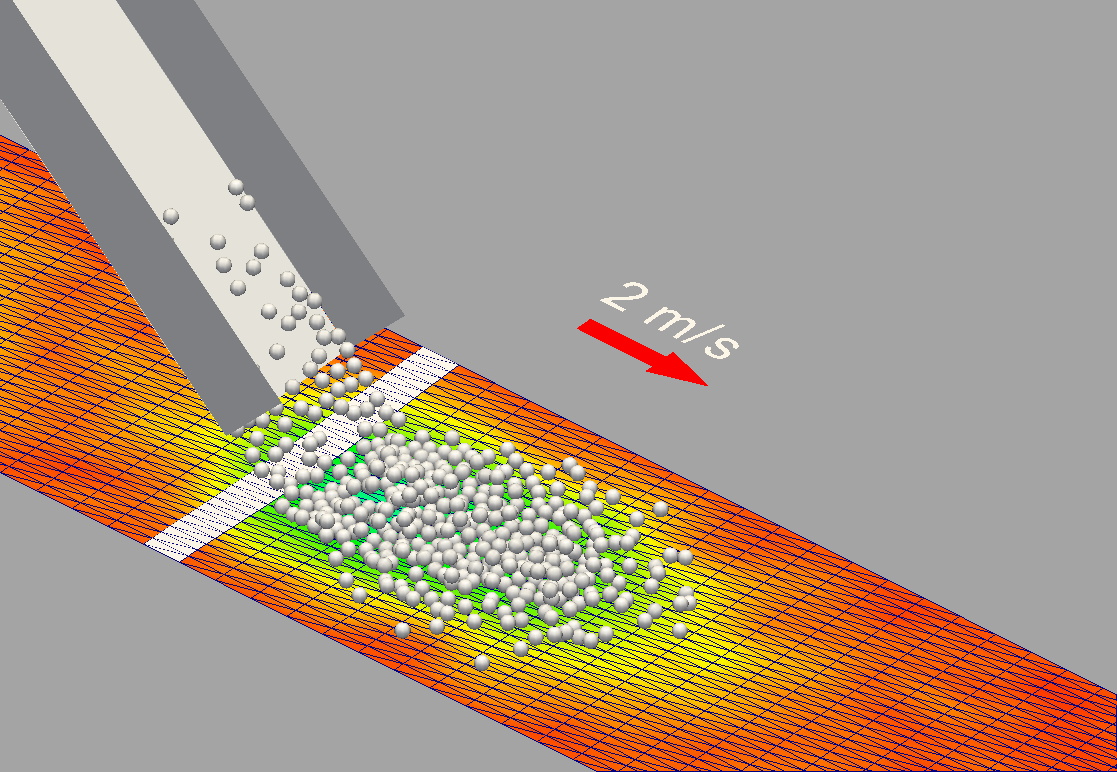
Deformation eines Förderbandes aufgrund von auftreffenden Partikeln.

Anwendungen, die eine kontinuierliche als auch diskrete Phase beinhalten, treten in der pharmazeutischen Industrie wie beispielsweise Tablettenherstellung, Nahrungsmittelindustrie, Bergbau, Bau- und Landmaschinen, Metallgewinnung, Energiegewinnung und Systembiologie auf. Einige hervorstechende Beispiele sind Kaffeebohnen, Corn Flakes, Nüsse, Kohle, Sand, regenerative Kraftstoffe wie Biomasse und Düngemittel.
Ursprünglich waren solche Untersuchungen laut Hoomans auf einfache Strömungskonfigurationen begrenzt. Allerdings konnten Chu and Yu demonstrieren, dass die Methode auf komplexe Strömungskonfigurationen wie eine Wirbelschicht, Förderband oder Zyklon angewendet werden kann. In ähnlicher Weise hat
Zhou et al. den CCDM Ansatz auf die komplexe Geometrie einer Kohlepulververbrennung angewendet und Chu et al. modellierte die Strömung von Luft, Kohlestaub und Magnetitpartikeln verschiedener Größe.
Der CCDM Ansatz wurde ebenfalls für Wirbelschichten eingesetzt wie von Rowe und Nienow und Feng and Yu recherchiert und von Feng and Yu zur Untersuchung der chaotischen Bewegung von Partikeln in Wirbelschichten untersucht wurde. Kafuia et al. beschreiben ebenfalls Partikel-Kontinuum Fluid Modellierung für Wirbelschichten. Weitere Anwendungen von XDEM beinhalten thermische Konvertierung von Biomasse auf Vor- und Rückschubrosten. Wärmeübergang in einem Festbettreaktor wurde ebenfalls für durch ein Festbett strömende heiße Luft untersucht, wobei die Partikel durch Verteilung und Position unterschiedlichen Wärmeübergang erfahren. Die Deformation eines Förderbandes aufgrund von auftreffenden granularen Materialien stellt eine Anwendung aus der Spannungs- und Dehnungsanalyse dar.

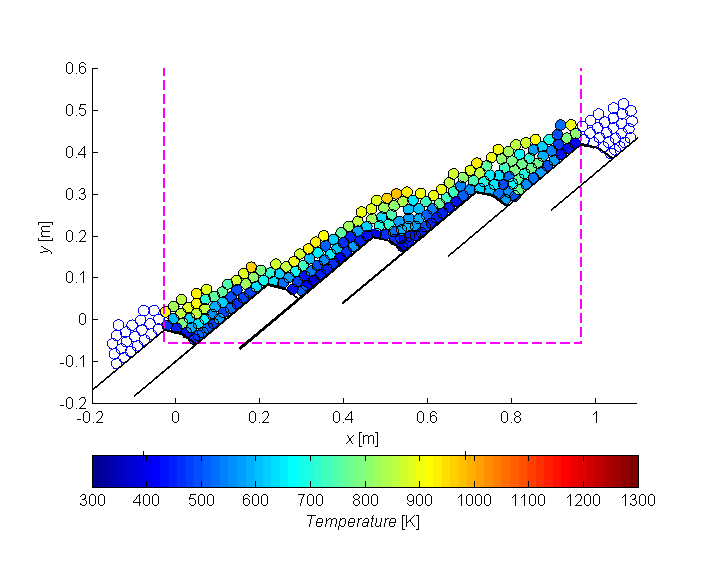
Verteilung der Oberflächentemperatur von Partikeln auf einem Rückschubrost
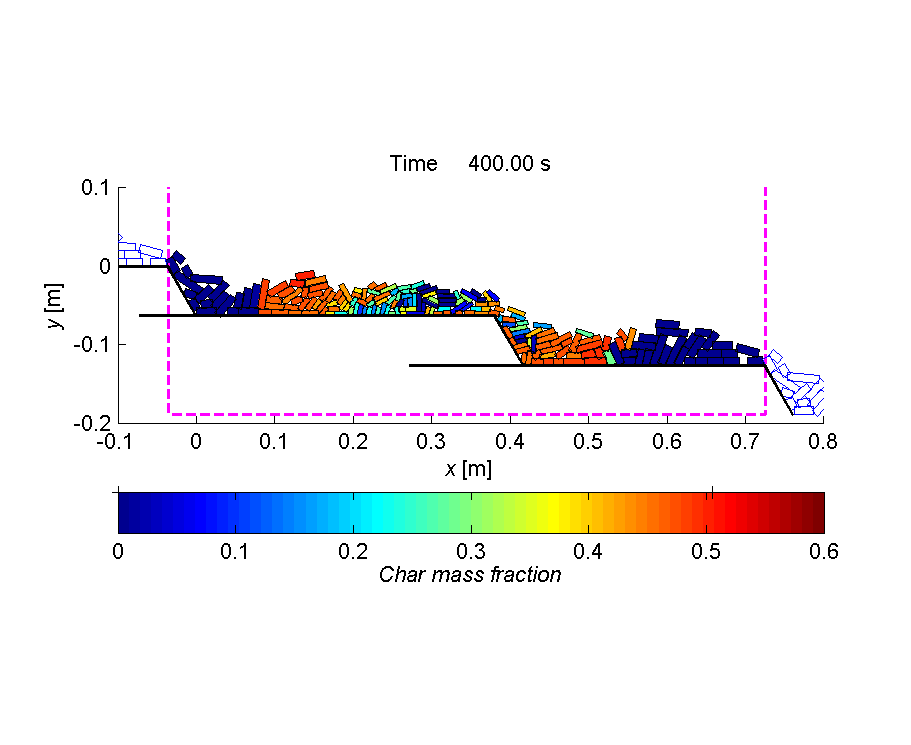
Reaktionsfortschritt der Pyrolyse von Stroh auf einem Vorschubrost
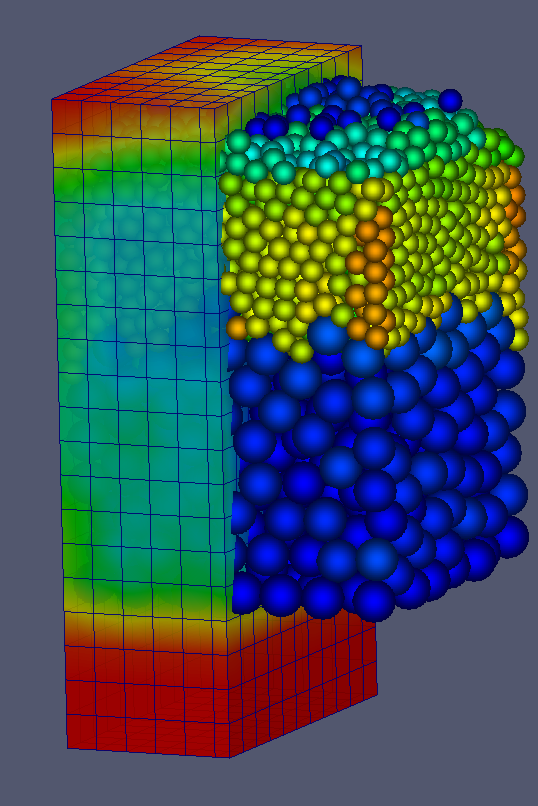
Verteilung der Porosität und Partikeltemperatur in einem Festbettreaktor